# Gyiophis
Gyiophis es un género de serpientes de la familia Homalopsidae. Son endémicas del delta del río Irawadi (Birmania).

## Especies
Se reconocen las siguientes:
- Gyiophis maculosa (Blanford, 1881)
- Gyiophis vorisi (Murphy, 2007)